# Ventidi Cumà
Ventidi Cumà (en llatí Ventidius Cumanus) va ser un governador romà del segle i.
Segons el relat de Tàcit, Ventidi Cumà i Marc Antoni Fèlix van ser durant un temps procuradors conjunts de Judea entre els anys 48. 52. Abans d'això, Cumà és completament desconegut. Flavi Josep diu que probablement Ventidi Cumà governava Galilea, mentre Samaria era governada per Marc Antoni Fèlix, però la qüestió no és clara.
El seu govern va ser marcat per una sèrie de disturbis. Els peregrins jueus s'havien reunit a Jerusalem per una festa i Cumà, segons el precedent d'altres governadors, va fixar un destacament de soldats romans a la vora del pati del temple per assegurar l'orde públic. Quan un dels peregrins va provocar un incident i hi va haver enfrontaments amb els soldats que foren apedregats; alguns es van queixar al governador i altres el van acusar de provocació; no podent restablir la calma, va portar més soldats que es van reunir al pati del temple al costat de la fortalesa d'Antònia; en les lluites que van seguir entre vint i trenta mil persones (segons Flavi Josep, probablement una xifra exagerada) van morir.
Un altre incident es va produir quan l'esclau imperial Esteve va ser assaltat prop de Beth Horon. Cumà va enviar soldat per arrestar als caps de les viles properes i va saquejar la comarca. Un soldat va destruir una còpia de la Torà, i quan això es va saber una multitud de jueus es va manifestar a Cesarea Marítima davant la seu del governador. Cumà va actuar ràpidament, va fer portar als soldats culpables, i els va decapitar a la vista del poble. Això va fer tornar la calma.
Un o algun peregrí de Galilea va ser assassinat quan passava per Samaria camí de Jerusalem. Un delegat de Galilea va exigir a Cumà una investigació però no se li va fer cas, segons Flavi Josep perquè Cumà havia estat subornat. Els galileus zelotes Eleazar i Alexandre es van revoltar, van envair Samaria i van començar una matança. Cumà va enviar tropes i va matar alguns zelotes i va fer presoners a altres; tot i que els caps religiosos van poder calmar la situació, una petita guerrilla va restar operativa.
Mentre dues ambaixades per separat (una dels samaritans i una dels jueus) havien estat enviades a Gai Ummidi Quadrat, governador de Síria, que pel seu rang era superior al procurador de Judea. Les dos ambaixades acusaven a l'altra part dels conflictes i els jueus acusaven a Cumà de fer costat als samaritans. Quadrat va anar a Judea, va fer matar (crucificar) a tots els presoners jueus i va fer decapitar a altres samaritans i jueus que es sospitava havien pres part en les lluites. Cumà va ser destituït i enviat a Roma a defensar la seva causa junt amb el gran sacerdot Ananies i altres líders jueus, davant l'emperador Claudi
A Roma Cumà va rebre el suport dels influents lliberts de Claudi, i els jueus el van rebre d'Herodes Agripa, amic de Claudi, fill del rei Herodes I Agripa. Claudi va decidir en favor dels jueus, els líders samaritans van ser executats i Cumà enviat a l'exili. Antoni Fèlix va ser nomenat nou governador de Judea. Després d'això ja no torna a ser esmentat.